# Petras Leonas
Petras Leonas (ur. 16 listopada 1864 w Leskawie koło Prenów, zm. 12 maja 1938 w Kownie) – litewski profesor prawa, sędzia i adwokat, minister sprawiedliwości oraz spraw wewnętrznych Republiki Litewskiej. 
Ukończył gimnazjum w Mariampolu, by kontynuować naukę na Wydziale Matematyczno-Przyrodniczym Uniwersytetu Moskiewskiego. Po roku zdecydował się na studiowanie prawa na tej samej uczelni, którą ukończył w 1889 roku. 
W latach 1890–1893 pracował w sądzie rejonowym w Suwałkach, by w latach 1893–1905 podjąć pracę w sądach Taszkentu i Samarkandy. Angażował się w działalność polityczną – w 1907 roku wybrano go członkiem II Dumy z okręgu Suwałki z listy partii kadetów. Był autorem projektu autonomii Litwy w ramach imperium rosyjskiego. 
W gabinecie Mykolasa Sleževičiusa pełnił funkcję ministra sprawiedliwości, później sprawował urząd ministra spraw wewnętrznych i administracji. Od 1922 roku był czynny na Uniwersytecie Litewskim w Kownie, stanął na czele tamtejszego Wydziału Prawa. 